# Київська організація Національної спілки композиторів України

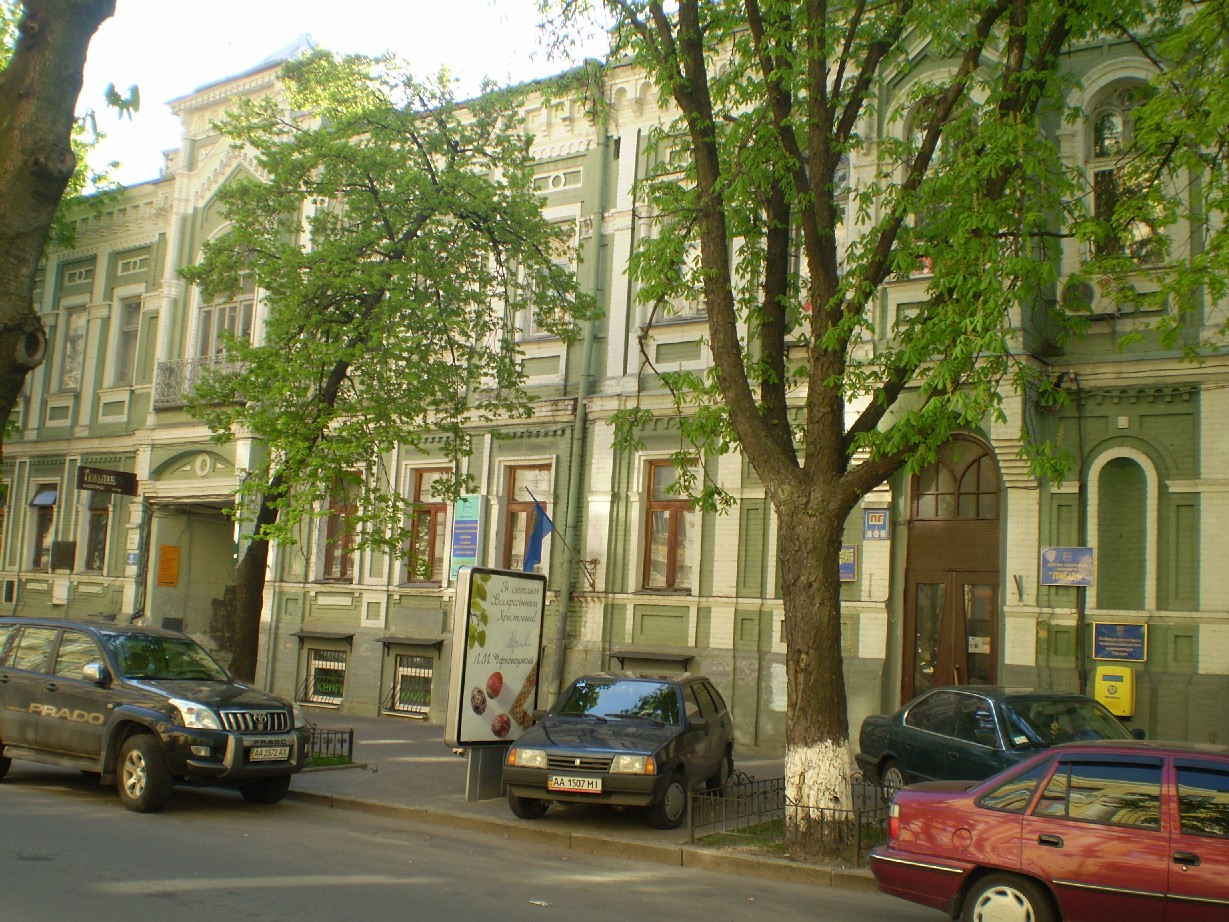
Будинок по вул. Пушкінській, 32, де розташована Національна спілка композиторів України. На зображенні праворуч — вхід до Київської організації

Ки́ївська організа́ція Націона́льної спі́лки компози́торів Украї́ни — регіональна організація Національної спілки композиторів України у Києві
Думка про об'єднання київських митців-музикантів в окрему організацію мала глибокі історичні та соціально-культурні підвалини. З 1677 р. у Києві діяв Київський цех музикантів, з 1863 — Київське відділення Російського музичного товариства. В 1921 р. у Києві було організоване Всеукраїнське музичне товариство імені М. Д. Леонтовича (з 1921 р.), яке згуртувало діячів українського мистецтва.
З організацією Спілки композиторів України (з 1932 р.) у Києві зосереджені досить потужні творчі сили, зокрема тут працювали такі митці, як Л.Ревуцький, Б.Лятошинський, В.Косенко, М.Вериківський.
У повоєнні роки загін композиторів-киян значно вияскравився доробком братів Майбород, К. Данькевича, А. Штогаренка, І. Шамо, О. Білаша. У 1974 р. була проголошена думка про створення Київської міської організації СКУ (на зразок існуючих у ті часи організацій Москви та Ленінграда), кількість композиторів і музикознавців у столиці України на цей час становила 122 члени — 60 % від усієї Спілки.
Організаційний період охопив майже півтора року. 17 грудня 1975 року відбулося Правління СКУ, на якому був затверджений Оргкомітет та голова КМО СКУ — Г. Майборода. Цей день можна вважати днем заснування КМО СКУ.
30 січня 1976 року на загальних установчих зборах було обрано перше правління на чолі з композиторам О. Білашам. 24 березня 1994 року головою правління КМО СКУ був обраний Л. Колодуб. З 30 січня 1999 року і Головою Київської організації НСКУ був І. Щербаков.  З січня 2011 року  і до лютого 2022 року КО НСКУ очолювала Гаврилець Ганна Олексіївна. З 2022 головою організації є Віктор Степурко

## Джерело
- Кузик В. Київська організація Національної спілки композиторів України.//25 років Київської організація Національної спілки композиторів України. Музичні прем'єри сезону. Буклет